# Vestlig sifaka
Den vestlige sifaka (Propithecus verreauxi) er en lemur i indrifamilien. Den er som andre lemurer endemisk for øen Madagaskar. Kropslængden er 43-45 cm med en lang hale på 56-60 cm. Den har sorte eller brune felter på ansigt og isse samt på undersiden af for- og baglemmer. Håndflader og fodsåler er sorte. Vestlig sifaka lever på det sydvestlige Madagaskar i stedsegrøn galleriskov, i tør løvskov samt i ørkenlignende områder med tornet vegetation. Arten trues af ødelæggelser af dens naturlige levesteder.